# گیرت هافستد

جرارد هندریک هافستد (تلفظ هلندی: خیرت هوفستیده) (به انگلیسی: Gerard Hendrik Hofstede) (زادهٔ ۲ اکتبر ۱۹۲۸ – درگذشتهٔ ۱۲ فوریه ۲۰۲۰) یک روانشناس اجتماعی هلندی، از کارکنان آی‌بی‌ام، استاد برجستهٔ مردم‌شناسی سازمانی و مدیریت بین‌المللی در دانشگاه ماستریخت هلند بود. شهرت او حاصل مطالعات و تحقیقات همه‌جانبه او در خصوص نقش تقابل فرهنگ در شکل‌دهی ارزش‌ها و رفتار کارکنان در محیط کار و توسعه تئوری ابعاد فرهنگی است. او نویسندهٔ کتاب‌های پیامدهای فرهنگ و فرهنگ‌ها و سازمان‌ها: نرم‌افزار ذهن، با همکاری پسرش گرت جان هافستد است.

## زندگی‌نامه
هافستد در لاهه و آپلدورن به مدرسه رفت و در سال ۱۹۴۵ دیپلم گرفت. در ۱۹۵۳ از دانشگاه فناوری دلفت در رشته کارشناسی ارشد علوم در مهندسی مکانیک فارغ‌التحصیل شد. پس از ۱۰ سال کار در صنعت، هافستد وارد دوره دکترای پاره وقت در دانشگاه گرونینگن در هلند شد و مدرک پی‌اچ‌دی خود را در سال ۱۹۶۷ در روانشناسی اجتماعی کسب کرد. در طول دو سال فرصت مطالعاتی در آی‌بی‌ام از سال ۱۹۷۱ تا ۱۹۷۳، او مدرس انستیتو بین‌الملل توسعه مدیریت (IMEDE) بود. هافستد در سال ۱۹۸۰، انستیتو تحقیقاتی برای همکاری درون فرهنگی (IRIC) را در دانشگاه تیبورگ تأسیس کرد و خودش اولین کسی بود که ریاست آن را بر عهده گرفت. هافستد با برخورداری از ۷ دکترای افتخاری از دانشگاه‌های مختلف اروپا، در سال ۲۰۱۱ عنوان شوالیه فرمان شیر هلند را دریافت نمود.

## الگوی هافستد برای ارزیابی فرهنگ
فرهنگ به روشهای متعددی تعریف شده‌است. فرهنگ یک برنامهٔ جمعی و ذهنی است که اعضای یک گروه یا دسته ای از افراد را از دیگران متمایز می‌نماید. معمولاً موضوع فرهنگ برای گروه‌های قومی قبیله ای (در علوم انسان‌شناسی)، برای ملتها (در علوم سیاسی، اجتماعی و مدیریت) و برای سازمانها (در علوم اجتماعی و مدیریت) استفاده می‌گردد. فرهنگهای اجتماعی، ملی، و جنسیتی که کودکان در سنین نوجوانی به بعد کسب می‌نمایند، به‌طور بسیار عمیق‌تری نسبت به فرهنگ اکتسابی در مدرسه یا فرهنگ سازمانی محیط کار، در ذهن انسان ریشه می‌دوانند.
هافستد مطالعات خود در زمینه فرهنگ ملی در آی‌بی‌ام را در بیش از ۵۰ کشور انجام داد. او در ابتدا ۴ بعد را شناسایی کرد؛ اما بر اساس تحقیقات مایکل هریس در ۱۹۸۰ بعد پنجم را اضافه کرد. همچنین در سال ۲۰۰۰ تحقیقات یک پژوهشگر بلغاری به نام مینکوف منجر به محاسبات جدیدی در بعد پنجم و همچنین شناسایی بعد ششم منجر شد. این ابعاد عبارتند از: فاصله قدرت، اجتناب از عدم قطعیت، فردگرایی در قبال جمع‌گرایی، مردانگی در قبال زنانگی، گرایش به دوره کوتاه مدت یا بلند مدت، و خویشتن‌داری در مقابل زیاده‌روی. در هر بخش توضیح مختصری در ارتباط با هر بعد ارائه شده و در ادامه جدول مقایسه، رویکرد هر جامعه در بنا کردن آن بعد را نمایش می‌دهد. مطالعات بعدی نیز نشان داد که این ابعاد در طول زمان تغییر نمی‌کنند.

### شاخص فاصله قدرت
فاصله قدرت با راهکارهای متفاوت برای حل مشکلات اساسی نابرابری بشر مرتبط است. عوامل مؤثر بر این شاخص در جوامع مختلف در جدول زیر آمده‌است:
| فاصله قدرت زیاد                                                                                     | فاصله قدرت اندک                                                                 |
| --------------------------------------------------------------------------------------------------- | ------------------------------------------------------------------------------- |
| قدرت یک واقعیت اساسی جامعه است که پیش از خوب یا بد وجود داشته‌است. (اثبات) مشروعیت آن غیر ضروری است. | کاربرد قدرت بایستی مشروع باشد و تابعی از معیارهای خوبی و بدی است.               |
| والدین به فرزندان اطاعت نمودن را آموزش می‌دهند.                                                      | والدین با فرزندان رفتار برابری دارند.                                           |
| افراد مسن تر، هم قابل احترام تر هستند و هم بایستی از آنها بیمناک بود.                               | افراد مسن تر نه قابل احترام‌تر هستند و نه بیمناک                                 |
| آموزش بر محوریت آموزگاران است.                                                                      | آموزش بر محوریت دانش‌آموزان است.                                                 |
| سلسله مراتب به معنی یک نابرابری وجودی است.                                                          | سلسله مراتب به معنی نابرابری وظایف است و به منظور راحت شدن کارها ایجاد شده‌است.  |
| زیر دستان توقع دارند به آنها گفته شود که چه کاری انجام دهند.                                        | زیردستان توقع دارند که با آنها مشورت شود.                                       |
| دولت خودکامه بر اساس صلاح‌دید، گروهی را منصوب می‌کند و از طریق انقلاب تغییر می‌کند.                    | دولت‌های پلورالیست بر اساس اکثریت آراء انتخاب و به صورت مسالمت‌آمیز تغییر می‌کنند. |
| فساد مکرر است (فساد سیاسی)، بر رسوایی‌ها سر پوش گذاشته می‌شود.                                        | فساد اندک است، رسوایی‌ها به پایان کار سیاسی منجر می‌شوند.                         |
| تقسیم درآمد در جامعه بسیار ناهموار است.                                                             | توزیع درآمد در جامعه تقریباً هموار است.                                          |
| مذهب قائل بر مراتب متفاوتی برای کاهنان (افراد مقدس) است.                                            | مذهب تکیه بر برابری معتقدین دارد.                                               |

### شاخص ابهام‌گریزی یا اجتناب از عدم قطعیت
اجتناب از عدم قطعیت که به سطح استرس در مواجهه با یک آینده نامعلوم مرتبط است.
| اجتناب شدید از عدم قطعیت                                                                   | اجتناب ضعیف از عدم قطعیت                                                             |
| ------------------------------------------------------------------------------------------ | ------------------------------------------------------------------------------------ |
| ذاتی بودن عدم قطعیت در زندگی به عنوان یک تهدید پایدار درک می‌شود که بایستی با آن مقابله کرد | ذاتی بودن عدم قطعیت در زندگی پذیرفته شده و هر روز به هنگام فرا رسیدنش مورد پذیرش است |
| استرس بالا، احساساتی شدن، اضطراب، و عصبی شدن                                               | احساس راحتی، استرس پایینتر، خود-کنترلی، اضطراب پایین                                 |
| نمره پایین‌تر در سلامت ذهنی و تندرستی                                                       | نمره بالاتر در سلامت ذهنی و تندرستی                                                  |
| عدم پذیرش افراد و ایده‌های غیر معمول: آنچه متفاوت است، خطرناک است                           | پذیرش افراد و ایده‌های غیر معمول: آنچه متفاوت است، نادر است                           |
| نیاز به شفافیت و ساختار                                                                    | احساس راحتی نسبت به ابهام و هرج و مرج                                                |
| از معلم‌ها انتظار میرود پاسخ تمام سؤالات را داشته باشند.                                    | معلمان می‌توانند بگویند: نمی‌دانم                                                      |
| ماندن در مشاغل حتی اگر مورد علاقه افراد نیستند                                             | تغییر شغل اشکال ندارد                                                                |
| نیاز احساسی به قوانین - حتی اگر اطاعت نشوند                                                | نفرت از قوانین - نوشته یا نانوشته                                                    |
| در سیاست، شهروندان از منظر مقامات، بی کفایت دیده و احساس می‌شوند.                           | در سیاست، شهروندان از منظر مقامات، لایق دیده و احساس می‌شوند.                         |
| در مذهب، فلسفه و دانش: به حقیقت نهایی و نظریات والا اعتقاد دارند                           | در مذهب، فلسفه و دانش: به نسبیت و نظریات تجربی اعتقاد دارند                          |

### شاخص فردگرایی در قبال جمع گرایی
این شاخص بر ائتلاف فردگرایی به گروه‌های نخستین (اصلی) مرتبط است.
| جمع گرایی                                                                                  | فرد گرایی                                                    |
| ------------------------------------------------------------------------------------------ | ------------------------------------------------------------ |
| مردم در خانواده‌های نسب دار یا قبایل متولد شده‌اند، که از آنها در قبال وفاداری حمایت می‌کنند. | هر شخص فقط خودش مسئول مراقبت از خودش و خانوادهٔ درجه اولش است |
| آگاهی بر «ما»                                                                              | آگاهی بر «من»                                                |
| تکیه داشتن بر تعلق                                                                         | برخورداری از حق حریم شخصی                                    |
| هماهنگی (همرنگی) بایستی همیشه حفظ شود.                                                     | سخن گفتن از افکار نشانه سلامت است                            |
| دیگران با عنوان «داخل گروه» یا «خارج از گروه» دسته‌بندی می‌شوند                              | دیگران با عنوان «افراد» دسته‌بندی می‌شوند                      |
| نظرات و آراء از پیش توسط کسانی که داخل گروه هستند، تعیین شده‌است                            | بیان نظرات شخصی مورد انتظار است: هر شخص یک رأی               |
| تخلف از هنجارها منجر به احساس گناه می‌شود                                                   | تخلف از هنجارها منجر به احساس خجالت می‌شود                    |
| در زبان از کاربرد کلمه «من» خودداری می‌شو. (از کلمه «ما» استفاده می‌شود)                     | در زبان کاربرد کلمه «من» ضروری است                           |
| هدف از آموزش، یادگیری چگونگی انجام دادن کارهاست                                            | هدف از آموزش، یادگیری چگونگی یادگیری است                     |
| روابط بر وظایف غالب است                                                                    | وظایف بر روابط غالب است                                      |

### شاخص مردانگی در قبال زنانگی
این شاخص مرتبط با تقسیم نقش‌های عاطفی بین زن و مرد است.
| مردانگی                                                                                                  | زنانگی                                                                                          |
| --- | ----------------------------------------------------------------------------------------------- |
| حداکثر تمایز نقش عاطفی و اجتماعی بین جنسیت‌ها (زن و مرد)                                                  | حداقل تمایز نقش عاطفی و اجتماعی بین جنسیت‌ها (زن و مرد)                                          |
| مردها باید مدعی و بلند پرواز باشند و زن‌ها هم می‌توانند                                                    | مرد و زن بایستی فروتن و مراقبت‌کننده باشند                                                       |
| کار بر خانواده غالب است                                                                                  | بین خانواده و کار، تعادل برقرار است                                                             |
| افراد قوی تحسین می‌شوند                                                                                   | با ضعیفان همدردی می‌شود                                                                          |
| پدرها با واقعیت روبرو می‌شوند، مادرها با احساسات                                                          | هم مادر و هم پدر با حقایق و احساسات روبرو می‌شوند                                                |
| دخترها گریه می‌کنند نه پسرها، پسرها بایستی پیکار کنند؛ دخترها نباید بجنگند                                | هم پسرها و هم دخترها می‌توانند گریه کنند ولی نباید بجنگند                                        |
| پدرها دربارهٔ سایز خانواده تصمیم می‌گیرند                                                                  | مادران دربارهٔ سایز خانواده تصمیم می‌گیرند                                                        |
| زنان کمی در موقعیت‌های سیاسی منتخب می‌شوند                                                                 | زنان بسیاری در موقعیتهای سیاسی منتخب می‌شوند                                                     |
| مذهب بر خدا یا خدایان تمرکز دارد                                                                         | مذهب بر نوع بشر تمرکز دارد                                                                      |
| برخورداری از نگرش اخلاقی دربارهٔ تمایلات جنسی؛ آمیزش جنسی یک راه برای ایفا نمودن (به جای آوردن وظیفه) است | برخورداری از نگرش مبنی بر واقعیت دربارهٔ تمایلات جنسی؛ آمیزش جنسی یک راه برای برقراری ارتباط است |

### شاخص گرایش به دوره کوتاه‌مدت یا بلندمدت
این شاخص مرتبط با حق انتخاب افراد در تمرکز تلاش‌ها بر زمان حال، گذشته یا آینده است.
| گرایش به کوتاه‌مدت                                                | گرایش به بلند‌مدت                                                     |
| ---------------------------------------------------------------- | -------------------------------------------------------------------- |
| مهمترین وقایع زندگی در گذشته اتفاق افتاده یا در حال اتفاق می‌افتد | مهمترین وقایع زندگی در آینده اتفاق خواهد افتاد                       |
| با ثبات و پایداری شخصی، یک فرد خوب همیشه یکسان است               | یک فرد خوب، خودش را با موقعیت تطبیق می‌دهد                            |
| دستورالعمل‌های جهانی دربارهٔ آنچه خیر یا شر است وجود دارند         | آن چیزی که خیر یا شر است، بستگی به موقعیت دارد                       |
| آداب و رسوم مقدس هستند                                           | آداب و رسوم با موقعیت‌های تغییر یافته، سازگار می‌شوند                  |
| زندگی خانوادگی با ضروریات هدایت می‌شود                            | زندگی خانوادگی با وظایف مشترک هدایت می‌شود                            |
| فرض بر این است که به کشور خود افتخار می‌کند                       | تلاش برای یادگیری از سایر کشورها                                     |
| خدمت به دیگران یک هدف با اهمیت است                               | صرفه جویی و استقامت، اهداف با اهمیتی هستند                           |
| هزینه و مصرف اجتماعی                                             | اصرار بر پس‌اندازهای بزرگ و تأمین بودجهٔ مورد نیاز برای سرمایه‌گذاری    |
| دانش‌آموزان موفقیت و عدم موفقیت را به شانس نسبت می‌دهند            | دانش آموزان موفقیت را به تلاش، و شکست را به کم بودن تلاش نسبت می‌دهند |
| رشد اقتصادی کُند یا عدم رشد کشورهای فقیر                          | رشد اقتصادی سریع کشورها تا رسیدن به سطحی از کامیابی                  |

### شاخص بررسی خویشتن‌داری در مقابل زیاده‌روی
این شاخص مرتبط با کسب رضایت در مقابل کنترل خواسته‌های اصلی بشر که مرتبط با لذت بردن از زندگی است، می‌باشد.
| خویشتن‌داری                                                           | زیاده‌روی                                                         |
| -------------------------------------------------------------------- | ---------------------------------------------------------------- |
| کم بودن تعداد افراد بسیار شاد                                        | درصد بالاتری از افرادی که خود را بسیار شاد می‌دانند               |
| وجود یک درک از ناتوانی: آنچه بر من اتفاق می‌افتد، از عملکرد خودم نیست | وجود یک درک از کنترل شخصی بر زندگی                               |
| آزادی بیان، یک نگرانی اساسی نیست                                     | آزادی بیان مهم تلقی می‌شود                                        |
| اوقات فراغت اهمیت کمتری دارد                                         | اوقات فراغت اهمیت بیشتری دارد                                    |
| کمتر احتمال دارد که احساسات مثبت را به یاد بیاورد                    | بیشتر احتمال دارد که احساسات مثبت را به یاد بیاورد               |
| در کشورهایی که دارای جمعیت تحصیل کرده هستند، نرخ تولد پایین‌تر است    | در کشورهایی که دارای جمعیت تحصیل کرده هستند، نرخ تولد بالاتر است |
| تعداد افراد کمتری در فعالیت‌های ورزشی شرکت می‌کنند                     | تعداد افراد بیشتری در فعالیت‌های ورزشی شرکت می‌کنند                |
| در کشورهایی که غذای کافی هست، تعداد افراد چاق کمتر است               | در کشورهایی که غذای کافی هست، تعداد افراد چاق بیشتر است          |
| در کشورهای ثروتمند، هنجارهای جنسی شدیدتر است                         | در کشورهای ثروتمند، هنجارهای جنسی ملایم است                      |
| تعداد بیشتری افسر پلیس به ازای هر ۱۰۰ هزار نفر جمعیت                 | حفظ نظم ملی در جامعه دارای اولیت نیست                            |

## شاخص‌های فرهنگی کشورها
جدول اندازه‌گیری ابعاد فرهنگی هافستد شامل برخی کشورها که از وبگاه او استخراج شده، در زیر ارائه شده‌است.
|              | فاصله قدرت | ابهام‌گریزی | فردگرایی | مردانگی | گرایش به بلندمدت | زیاده‌روی |
| ------------ | ---------- | ---------- | -------- | ------- | ---------------- | -------- |
| ژاپن         | ۵۴         | ۹۲         | ۴۶       | ۹۵      | ۸۸               | ۴۲       |
| کره جنوبی    | ۶۰         | ۸۵         | ۱۸       | ۳۹      | ۱۰۰              | ۲۹       |
| مالزی        | ۱۰۴        | ۳۶         | ۲۶       | ۵۰      | ۴۱               | ۵۷       |
| چین          | ۸۰         | ۳۰         | ۲۰       | ۶۶      | ۸۷               | ۲۴       |
| روسیه        | ۹۳         | ۹۵         | ۳۹       | ۳۶      | ۸۱               | ۲۰       |
| هند          | ۷۷         | ۴۰         | ۴۸       | ۵۶      | ۵۱               | ۲۶       |
| کشورهای عربی | ۸۰         | ۶۸         | ۳۸       | ۵۳      | ۲۳               | ۳۴       |
| ایران        | ۵۸         | ۵۹         | ۴۱       | ۴۳      | ۱۴               | ۴۰       |
| ترکیه        | ۶۶         | ۸۵         | ۳۷       | ۴۵      | ۴۶               | ۴۹       |
| یونان        | ۶۰         | ۱۱۲        | ۳۵       | ۵۷      | ۴۵               | ۵۰       |
| انگلیس       | ۳۵         | ۳۵         | ۸۹       | ۶۶      | ۵۱               | ۶۹       |
| فرانسه       | ۶۸         | ۸۶         | ۷۱       | ۴۳      | ۶۳               | ۴۸       |
| آلمان        | ۳۵         | ۶۵         | ۶۷       | ۶۶      | ۸۳               | ۴۰       |
| اتریش        | ۱۱         | ۷۰         | ۵۵       | ۷۹      | ۶۰               | ۶۳       |
| هلند         | ۳۸         | ۵۳         | ۸۰       | ۱۴      | ۶۷               | ۶۸       |
| بلژیک        | ۶۵         | ۹۴         | ۷۵       | ۵۴      | ۸۲               | ۵۷       |
| پرتغال       | ۶۳         | ۱۰۴        | ۲۷       | ۳۱      | ۲۸               | ۳۳       |
| استرالیا     | ۳۸         | ۵۱         | ۹۰       | ۶۱      | ۲۱               | ۷۱       |
| کانادا       | ۳۹         | ۴۸         | ۸۰       | ۵۲      | ۳۶               | ۶۸       |
| آمریکا       | ۴۰         | ۴۶         | ۹۱       | ۶۲      | ۲۶               | ۶۸       |
| آرژانتین     | ۴۹         | ۴۶         | ۵۶       | ۸۶      | ۲۰               | ۶۲       |
| ونزوئلا      | ۸۱         | ۷۶         | ۱۲       | ۷۳      | ۱۶               | ۱۰۰      |
| کلمبیا       | ۶۷         | ۸۰         | ۱۳       | ۶۴      | ۱۳               | ۸۳       |
| مکزیک        | ۸۱         | ۸۲         | ۳۰       | ۶۹      | ۲۴               | ۹۷       |

کشور مالزی از بالاترین میزان فاصله قدرت برخوردار است. پس از آن روسیه، ونزوئلا، مکزیک، چین، و کشورهای عربی، از بالاترین میزان فاصله قدرت برخوردارند. از طرف دیگر در کشور اتریش کمترین میزان فاصله قدرت وجود دارد.
مردم کشورهای یونان، پرتغال، روسیه، بلژیک و ژاپن، بسیار بیشتر از سایر مردم جهان تمایل به قطعیت دارند (ابهام‌گریز هستند). در حالی که مردم کشورهایی مثل چین، مالزی، انگلستان و هند، نسبت به سایر مردم جهان کمتر به قطعیت اهمیت می‌دهند.
کشورهای انگلستان، هلند، استرالیا، کانادا و آمریکا بسیار فردگرا هستند؛ در حالی که کشورهای چین، کره جنوبی، کلمبیا و ونزوئلا بسیار جمع‌گرا هستند.
ژاپن مردانه‌ترین و هلند زنانه‌ترین کشور دنیاست. آرژانتین نیز کشوری مردانه است. کره جنوبی، روسیه و پرتغال نیز کشورهای زنانه هستند.
کره جنوبی، ژاپن، چین، روسیه و آلمان گرایش بسیار زیادی به بلندمدت دارند. اما کلمبیا، ونزوئلا، و ایران گرایش بسیار شدیدی به کوتاه‌مدت دارند.
مردم روسیه، چین، هند، و کره جنوبی بسیار خویشتن‌دار هستند. در حالی که مردم کشورهای ونزوئلا، مکزیک، و کلمبیا بیش از سایر مردم جهان، اهل زیاده‌روی هستند.